# Nuoto ai Giochi della XXVII Olimpiade - 100 metri rana femminili
Si sono svolte 6 batterie di qualificazione. Le prime 16 atlete si sono qualificate per le semifinali.

## Batterie
17 settembre 2000

### 1ª batteria
| Posizione | Atleta               | Paese      | Tempo   |
| --------- | -------------------- | ---------- | ------- |
| 1         | Mariam Keita         | Mali       | 1:37.80 |
| 2         | Balkissa Ouhoumoudou | Niger      | 1:42.39 |
| -         | Doli Akhtar          | Bangladesh | SQ      |
| -         | Pamela Girimbabazi   | Ruanda     | SQ      |

### 2ª batteria
| Posizione | Atleta                 | Paese              | Tempo   |
| --------- | ---------------------- | ------------------ | ------- |
| 1         | Ilkay Dikmen           | Turchia            | 1:11.51 |
| 2         | Yi Ting Siow           | Malaysia           | 1:13.92 |
| 3         | Iris Edda Heimisdottir | Islanda            | 1:14.97 |
| 4         | Olga Moltchanova       | Kirghizistan       | 1:14.41 |
| 5         | Caroline Sin Wing Chiu | Hong Kong          | 1:15.87 |
| 6         | Katerine Moreno Maiser | Bolivia            | 1:16.15 |
| 7         | Nadia Cruz             | Angola             | 1:19.57 |
| 8         | Xenia Peni             | Papua Nuova Guinea | 1:19.62 |

### 3ª batteria
| Posizione | Atleta              | Paese     | Tempo   |
| --------- | ------------------- | --------- | ------- |
| 1         | Elvira Fischer      | Austria   | 1:11.58 |
| 2         | Isabel Ceballos     | Colombia  | 1:11.90 |
| 3         | Agata Czaplicki     | Svizzera  | 1:13.19 |
| 4         | Joscelin Yeo        | Singapore | 1:13.25 |
| 5         | Emma Robinson       | Irlanda   | 1:13.41 |
| 6         | Smiljana Marinović  | Croazia   | 1:13.49 |
| 7         | Imaday Nuñez        | Cuba      | 1:13.91 |
| 8         | Jenny Rose Guerrero | Filippine | 1:15.14 |

### 4ª batteria
| Posizione | Atleta            | Paese         | Tempo       |
| --------- | ----------------- | ------------- | ----------- |
| 1         | Sarah Poewe       | Sudafrica     | 1:08.06     |
| 2         | Tarnee White      | Australia     | 1:08.35     |
| 3         | Masami Tanaka     | Giappone      | 1:09.12     |
| 4         | Brigitte Becue    | Belgio        | 1:09.38     |
| 5         | Christin Petelski | Canada        | 1:09.57     |
| 6         | Li Wei            | Cina          | 1:10.55     |
| 7         | Byun Hye-Young    | Corea del Sud | 1:11.64     |
| -         | Junko Isoda       | Giappone      | Non partita |

### 5ª batteria
| Posizione | Atleta              | Paese       | Tempo   |
| --------- | ------------------- | ----------- | ------- |
| 1         | Megan Quann         | Stati Uniti | 1:07.48 |
| 2         | Ágnes Kovács        | Ucraina     | 1:08.50 |
| 3         | Svitlana Bondarenko | Ucraina     | 1:09.60 |
| 4         | Qi Hui              | Cina        | 1:09.88 |
| 5         | Nataša Kejžar       | Slovenia    | 1:10.44 |
| 6         | Olga Bakaldina      | Russia      | 1:10.53 |
| 7         | Heidi Earp          | Regno Unito | 1:10.56 |
| 8         | Alicja Pęczak       | Polonia     | 1:10.57 |

### 6ª batteria
| Posizione | Atleta          | Paese       | Tempo   |
| --------- | --------------- | ----------- | ------- |
| 1         | Penny Heyns     | Sudafrica   | 1:07.85 |
| 2         | Leisel Jones    | Australia   | 1:07.92 |
| 3         | Sylvia Gerasch  | Germania    | 1:09.31 |
| 4         | Rhiannon Leier  | Canada      | 1:09.68 |
| 5         | Simone Karn     | Germania    | 1:09.94 |
| 6         | Madelon Baans   | Paesi Bassi | 1:10.47 |
| 7         | Staciana Stitts | Stati Uniti | 1:10.54 |
| 8         | Emma Igelström  | Svezia      | 1:11.09 |

## Semifinali
17 settembre 2000

### 1ª semifinale
| Posizione | Atleta            | Paese       | Tempo   |
| --------- | ----------------- | ----------- | ------- |
| 1         | Sarah Poewe       | Sudafrica   | 1:07.48 |
| 2         | Ágnes Kovács      | Ungheria    | 1:07.79 |
| 3         | Penny Heyns       | Sudafrica   | 1:08.33 |
| 4         | Sylvia Gerasch    | Germania    | 1:09.33 |
| 5         | Christin Petelski | Canada      | 1:09.54 |
| 6         | Rhiannon Leier    | Canada      | 1:09.63 |
| 7         | Simone Karn       | Germania    | 1:09.85 |
| 8         | Madelon Baans     | Paesi Bassi | 1:10.44 |

### 2ª Semifinale
| Posizione | Atleta              | Paese       | Tempo   |
| --------- | ------------------- | ----------- | ------- |
| 1         | Megan Quann         | Stati Uniti | 1:07.79 |
| 2         | Leisel Jones        | Australia   | 1:08.03 |
| 3         | Tarnee White        | Australia   | 1:08.61 |
| 4         | Masami Tanaka       | Giappone    | 1:09.04 |
| 5         | Brigitte Becue      | Belgio      | 1:09.47 |
| 6         | Qi Hui              | Cina        | 1:09.81 |
| 7         | Svitlana Bondarenko | Ucraina     | 1:09.84 |
| 8         | Nataša Kejžar       | Slovenia    | 1:10.66 |

## Finale
18 settembre 2000
| Posizione | Atleta         | Paese       | Tempo   |
| --------- | -------------- | ----------- | ------- |
|           | Megan Quann    | Stati Uniti | 1:07.05 |
|           | Leisel Jones   | Australia   | 1:07.49 |
|           | Penny Heyns    | Sudafrica   | 1:07.55 |
| 4         | Sarah Poewe    | Sudafrica   | 1:07.85 |
| 5         | Ágnes Kovács   | Ungheria    | 1:08.09 |
| 6         | Masami Tanaka  | Giappone    | 1:08.37 |
| 7         | Tarnee White   | Australia   | 1:09.09 |
| 8         | Sylvia Gerasch | Germania    | 1:09.86 |